# SIDUNEA
SIDUNEA (SIstema aDUaNEro Automatizado), conocido en inglés como ASYCUDA (Automated SYstem for CUstoms DAta) y en francés como SYDONIA (SYstème DOuaNIer Automatisé), es un software diseñado para cubrir todos los aspectos de la gestión aduanera. Está disponible para muchos sistemas operativos (tales como DOS, Microsoft Windows 95, 98 y Unix), en un ambiente cliente/servidor. La información es almacenada en una base datos relacional. El sistema puede manejar todos los estándares internacional y códigos establecidos por ISO, OMA y las Naciones Unidas. Ha sido desarrollado en Ginebra (Suiza) por UNCTAD. Algunas versiones están disponibles para descargar desde la página web del proyecto.

## Características
- Está diseñado para la administración de aduanas.
- Maneja la mayoría de procedimientos de comercio exterior, manifiestos y declaraciones de aduana, procedimientos de contabilidad, procedimientos de tránsito y regímenes suspensivos.
- Genera datos estadísticos de comercio exterior que se pueden usar para análisis estadísticos y económicos.
- Se puede configurar de acuerdo a las características nacionales de cada régimen aduanero, el arancel nacional, la legislación, etc.
- Puede también proporcionar Intercambio Electrónico de Datos a (EDI) entre comerciantes y la Aduana usando las normas de EDIFACT (Intercambio Electrónico de datos para Administración, Comercio y Transporte).
- Actualmente la última versión de ASYCUDA se llama ASYCUDA World, la cual utiliza la tecnología informática de punta, este sistema está escrito en Java.